# Biopsihologija
Biopsihologija, znana tudi kot biološka psihologija, psihobiologija ali vedenjska nevroznanost je uporaba osnov biologije (predvsem nevrobiologije) za preučevanje fizioloških, genetskih in razvojnih mehanizmov vedenja. Psihologija pojasnjuje vedenje, biopsihologija pa pojasnjuje to vedenje v biološkem okviru, z raziskovanjem na ravni nevronov, živčnih prenašalcev (nevrotransmiterjev), možganskih povezav in bioloških procesov, ki določajo doživljanje in vedenje. 

## Zgodovina
Biopsihologija se je kot znanstvena veda razvila iz številnih znanstvenih in filozofskih tradicij 18. in 19. stoletja. V filozofiji, je na primer Rene Descartes predlagal fizikalni model razumevanja živalskega in človeškega vedenja. Descartes je predlagal, da je epifiza (pinealna žleza) mesto, kjer se povezujeta um in telo. Razvil je tudi teorijo, kjer je spreminjanje tlaka telesnih tekočin razlog za reflekse in drugo motorično vedenje.
V enem od prvih učbenikov psihologije, Načela psihologije Williama Jamesa (1890), zagovarja, da mora znanstveno preučevanje psihologije temeljiti na ugotovitvah biologije:  
| “ | Telesne izkušnje in še bolj možganske izkušnje morajo dobiti mesto med tistimi pogoji miselnega življenja, ki jih mora psihologija vzeti v obzir. //...// Naš prvi zaključek je tako, da mora biti možganska-psihologija predvidena oziroma vključena v psihologijo. | ” |

James je imel, kot večina prvih psihologov, velik poudarek izobrazbe iz fiziologije. Začetek psihologije in biopsihologije kot utemeljene znanstvene vede ima sledi v nastanku fiziologije iz anatomije, natančneje nevroanatomije.
Prve oblike biopsihologije so bila vprašanja povezave uma in telesa. Prevladovali sta dve prepričanji, monizem in dualizem. Platon je, denimo verjel, da so možgani mesto, kjer se zgodijo vsi miselni procesi, med njimi tudi misli. Po drugi strani pa je Aristotel verjel, da možgani služijo hlajenju čustev, ki prihajajo od srca.
Druga debata se je razvila glede lokalizacije funkcij oziroma funkcionalne specializacije (možgani) proti celovitosti, je imela pomembno vlogo pri razvoju biopsihologije. Wilder Penfiled je skupaj z Rasmussenom razvil zemljevid možganske skorje (korteksa) s preučevanjem oseb z epliepsijo. Raziskave so me drugim pomagale razumeti kateri možganski predeli so odvisni za nadzor vedenja, primer Phineasa Gagea.
Izraz "psihobiologija" je bil že uporabljen v različnih kontekstih, ki so poudarjali pomembnost biologije, kot v smislu vede, ki raziskuje organske, živčne in celične spremembe v vedenju, plastičnosti v nevroznanosti in biološke vsebine v vseh pogledih, predvsem se biologija osredotoča in analizira osebke in njihova vedenja z znanstvenega gledišča. V tem kontekstu je psihologija dopolnjujoč člen, kot socialno orodje, ki podpira biološko znanost. Prvi je izraz "psihobiologija" uporabil Knight Dunlab v svoji knjigi  An Outline of Psychobiology (1914). Prav tako pa je bil urednik revije Psychobiology, katere cilj je bil objavljati raziskave, ki vsebujejo povezovanje miselnih in fizioloških funkcij, kar je področje biopsihologije še danes.

## Odnos z drugimi področji psihologije in biologije
V veliko primerih so eksperimenti temeljili predvsem na živalih in ne na ljudeh; tako je prišlo do domneve, da si organizmi delimo biološke in vedenjske podobnosti, dovolj velike da dovoljujejo razlago o različnih vrstah. Tu so z biopsihologijo povezane primerjalna psihologija, evolucijska psihologija in biologija ter nevrobiologija. Biopsihologija ima paradigmatske in metodološke podobnosti z nevropsihologijo, ki se opira predvsem na študije ljudi z disfunkcijo v živčnem sistemu. 
Za biopsihologijo se uporablja tudi izraz fiziološka psihologija, a vendar se večina avtorjev s tem poimenovanjem ne strinja, saj menijo da je fiziološka psihologija podpodročje biopsihologije.

## Področja raziskovanja v biopsihologiji
V splošnem, biopsihologi preučujejo podobne teme in probleme kot raziskovalci v psihologiji. Do sedaj je velik del literature v biopsihologiji namenjen miselnim procesom in vedenju, ki so skupni različnim živalskim modelom. Kot na primer: 
- Občutenje in percepcija
- Motivirano vedenje (lakota, žeja, spolnost)
- Nadzorovanje gibanja
- Učenje in spomin
- Ritme spanja in biološki ritmi
- Čustva

Razvoj je, s povečano tehnično zmogljivostjo in razvojem novih, natančnejših neinvazivnih metod, omogočil, da se preučuje vedno več človeške posameznike. Biopsihologi tako prisostvujejo pri klasičnih tematikah s področja psihologije, filozofije in lingvistike. Tako preučujejo:  
- Jezik
- Razmišljanje in odločanje
- Zavest

Biopsihologi so v zgodovini veliko prispevali k razumevanju medicinskih motenj, vključujoč tiste, ki so spadali pod domeno kliničnih psihologov in biološke psihopatologije(znane tudi kot abnormalna psihologija). Primeri: 
- Parkinsonova bolezen: je degerativna motnja centralnega živčnega sistema, ki pogosto vpliva na motorične sposobnosti in govor oblolelega.
- Huntigtonova bolezen: je redka dedna bolezen, katere najočitnejši simptomi so neobičajno premikanje telesa in pomanjkanje koordinacije. Vpliva pa tudi na miselne sposobnosti in nekatere vidike osebnosti
- Alzheimerjeva bolezen: je nevrodegenerativna bolezen in je v svoji najpogostejši obliki izražena pri ljudeh, ki so starejši od 65 let in imajo značilne progresivne izpade kognitvnih funkcij, s slabšanjem vsakodnevnih aktivnosti in z vedenjskimi spremebami.
- Klinična depresija: je pogosto psihiatrično obolenje, čigar značilnost je dolgotrajno zniževanje razpoloženja, izguba zanimanja v vsakdanje aktvnosti in zmanjšana sposobnost doživljanja užitka.

- Shizofrenija: je psihiatrična diagnoza, ki opisuje duševno motnjo za katero sta značilni neprilagojenost v zaznavanju in izražanju resničnosti, najpogosteje se kaže kot slušne halucinacije, preganjalne in bizarne blodnje ali neorganiziran govor in mišljenje v smislu pomenljivih socialnih in poklicnih disfunkcij.
- Avtizem je razvojno-možganska motnja, ki prizadane socialno interakcijo in komunikacijo, kar povzroča omejeno in ponavljajoče vedenje. Začne se razvijati pred tretjim letom.
- Anksioznost: je psihološko stanje, ki označuje kognitivne, somatske, čustvene in vedenjske komponente. Te komponente se združujejo, ki združuje občutke, ki so običajno prepoznani kot strah, bojazni in skrb.
- Zloraba drog, vključujoč alkoholizem.

## Nobelovi nagrajenci
Sledeče Nobelove nagrajence bi lahko šteli med biološke nevroznanstvenike oziroma nevrobiologe. (Ta lista skoraj povsem izključuje neuroanatomiste in nevrofiziologe, torej tiste, ki niso merili vedenja oziroma nevrobioloških spremenljivk)  
- Charles Sherrington (1932)
- Edgar Adrian (1932)
- Walter Hess (1949)
- Egas Moniz (1949)
- Georg von Békésy (1961)
- George Wald (1967)
- Ragnar Granit (1967)
- Konrad Lorenz (1973)
- Niko Tinbergen (1973)
- Karl von Frisch (1973)
- Roger W. Sperry (1981)
- David H. Hubel (1981)
- Torsten N. Wiesel (1981)
- Eric R. Kandel (2000)
- Arvid Carlsson (2000)
- Richard Axel (2004)
- Linda B. Buck (2004)